# Keltendorf

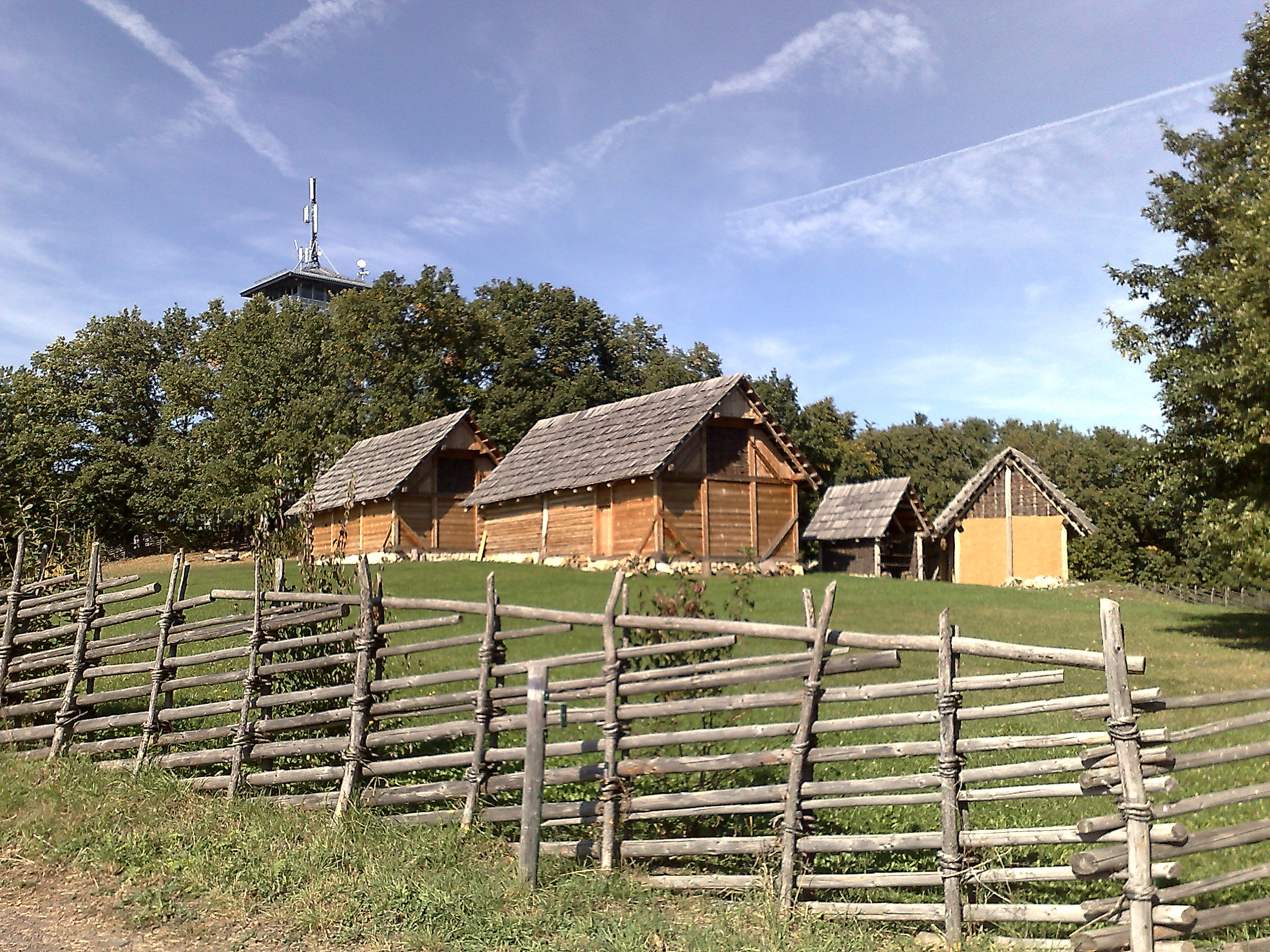
Das keltische Freilichtmuseum am Burgberg, Niederösterreich

Keltendorf nennt man Freilichtmuseen, die rekonstruierte keltische Siedlungen präsentieren. Sie finden sich typischerweise an Orten, an denen auch keltische archäologische Fundorte sind.

## Liste von Keltendörfern

### Deutschland
- Altburg bei Bundenbach im Hunsrück, Rheinland-Pfalz (Treverer des Spätlatène, ⊙)
- Keltendorf Gabreta bei Ringelai im Bayerischen Wald
- Keltendorf am Donnersberg in Steinbach am Donnersberg, Rheinland-Pfalz
- Keltendorf bei Sünna, Wartburgkreis, Thüringen

### Österreich
- Höhensiedlung Burg in Schwarzenbach, Niederösterreich (späteres Latène, ⊙)
- Keltendorf Dürrnberg in Hallein
- Keltendorf Mitterkirchen, ein Urgeschichtliches Freilichtmuseum in Mitterkirchen im oberösterreichischen Machland (Hallstatt-Kultur)
- Kulm-Keltendorf, Oststeiermark (Noricum der Latènezeit)